# Nishiki-goi

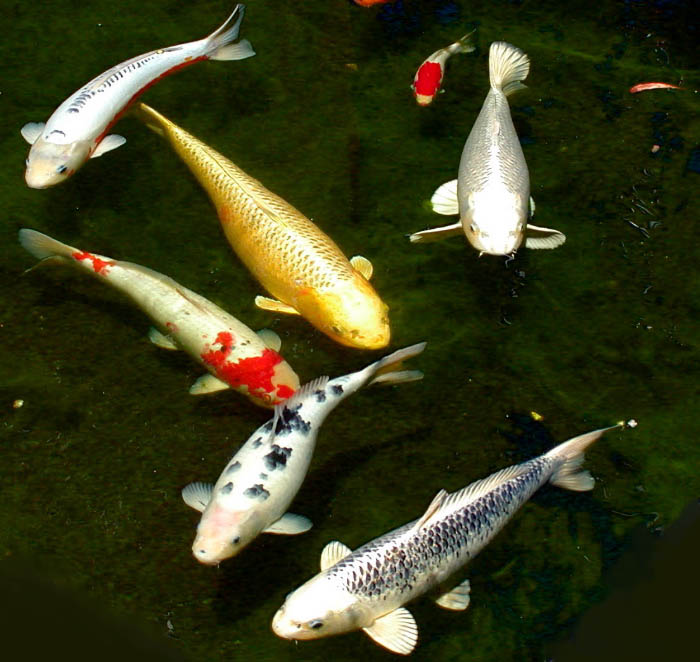
Nishiki-goi

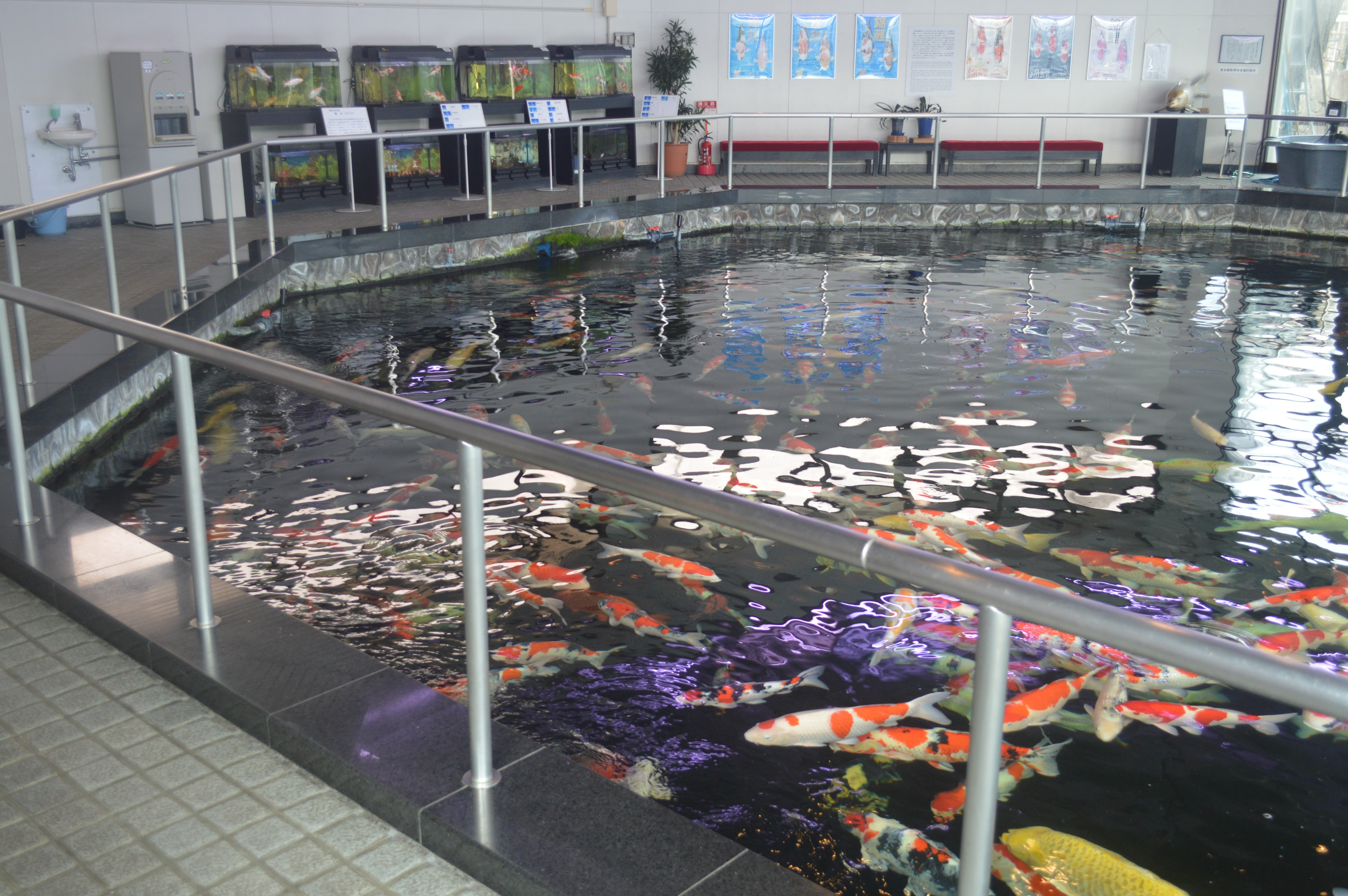
Ojiya Nishiki-goi no Sato („wioska karpi kolorowych” w Ojiya)

Nishiki-goi (jap. 錦鯉 karp brokatowy, karp kolorowy) – ozdobna forma hodowlana karpia (Cyprinus carpio) w Japonii. Dorosłe osobniki osiągają długość do 100 cm. Mają atrakcyjne ubarwienie, hodowane są w stawach parkowych, oczkach wodnych i basenach rybnych. Nazwa koi jest popularnym skrótem od nishiki-goi. Nazywane są „pływającymi klejnotami” lub „pływającymi dziełami sztuki”. Poza Japonią stały się znane po tym, jak pokazano je na dorocznej wystawie w Tokio w 1914 roku.

## Historia
Nishiki-goi mają ponad 200-letnią historię. Uważa się, że hodowlę rozpoczęto w okresie Edo (1603–1868), kiedy zauważono mutacje karpi hodowanych w celach spożywczych w okolicach miast Nagaoka, Ojiya i Uonuma w prefekturze Niigata. Ich miejscem narodzin jest znajdująca się w tym regionie wioska Yamakoshi. Jest to obszar bardzo obfitych zimowych opadów śniegu i w dawnych czasach ludność wiosek była odcięta od zaopatrzenia przez wiele miesięcy. Karpie były więc cennym źródłem białka. W cieplejszych miesiącach hodowcy trzymali ryby w zbiornikach irygacyjnych, a zimą przenosili je do stawów przylegających do gospodarstw, przykrywając je pokrywami, aby zapobiec gromadzeniu się śniegu i uduszeniu ryb. Niektórzy trzymali karpie w zbiornikach wykopanych pod podłogą swoich domostw.
Region ten nadal jest największym regionem ich produkcji. Poważna hodowla rozpoczęła się na początku XIX wieku. W wyniku selekcji pozyskano co najmniej 120 odmian, różniących się kolorem, rozmiarem, połyskiem, układem plam i łusek. Pierwszą odmianę o nazwie kōhaku („czerwono-białą”) uzyskano w 1889 roku.
W mieście Ojiya utworzono w 1989 roku pokazową „wioskę karpi brokatowych” o nazwie Nishiki-goi no Sato (ang. Nishikigoi Village). Można tam zobaczyć liczne odmiany tych ozdobnych ryb i zapoznać się z materiałami pokazującymi historię ich hodowli. W zamiarze rozwoju lokalnego przemysłu i turystyki, miasto ustanowiło system własności nishiki-goi. Zainteresowani mogą stawać się właścicielami wybranych egzemplarzy wyhodowanych w Ojiya.